# Quintus Servilius Caepio (proconsul in 90 v.Chr.)
Quintus Servilius Caepio (- 90 v.Chr.) was een politicus uit de late Romeinse Republiek.
De zoon van de gelijknamige consul van 106 v.Chr. was, vermoedelijk in 100 v.Chr., quaestor en keerde zich tegen de door de volkstribuun Lucius Appuleius Saturninus ingediende graanwet (lex Apuleia agraria). Hij werd daarom in het volgde jaar aangeklaagd, maar vrijgesproken.
Caepio was getrouwd met Livia, de zus van Marcus Livius Drusus minor, wiens vrouw op haar beurt Caepio's zuster was. Uit dit huwelijk kwam een dochter voort, Servilia Caepionis, moeder van Marcus Iunius Brutus en geliefde van Gaius Iulius Caesar, en een zoon, Quintus Servilius Caepio. Caepio liet zich echter van Livia scheiden en was een verbitterd tegenstander van haar broers, toen deze als volkstribuun in 91 v.Chr. politieke hervormingen wenste door te voeren. Plinius de Oudere zegt dat een gouden ring de zwagers met elkaar in conflict bracht. Vermoedelijk was Caepio in dit jaar ook praetor.
In de Bondgenotenoorlog diende hij in 90 v.Chr. als legatus onder consul Publius Rutilius Lupus. Toen deze was gesneuveld, nam Caepio met een imperium proconsularis een deel van diens leger over, maar werd net als Rutilius in een hinderlaag gelokt en kwam om het leven.
Cicero hield hem in hoge achting.